# 中原謹司
中原 謹司（なかはら きんじ、1889年2月7日 - 1951年3月1日）は日本の政治家。長野県の在郷軍人有志で結成された政治結社信州郷軍同志会の理論的指導者であり、大政翼賛会では中央協力会議部副部長として新体制運動を担った。号は起雲子。

## 来歴・人物
下伊那郡竜江村（現飯田市）の地方名望家中原治部衛門の次男として生まれ、旧制飯田中学（長野県飯田高等学校）を卒業後に早稲田大学文科予科に進学した。1912年に坪内逍遙が主催した文芸協会演劇研究所の第1期生として入所し、俳優を目指した。同期には、河竹繁俊、松井須磨子らがいる。俳優を目指していた中原であったが、長男である兄が死去したことを受けて、俳優の夢を断念して1913年、大学予科修了後に帰郷した。
帰郷後、歩兵第60連隊に一年志願兵として入営し、更に1915年に再訓練を受けて歩兵少尉に任官した。この年に行われた第12回衆議院議員総選挙に立候補した樋口龍峡の選挙運動を支援し、同じ選挙区から立候補していた伊原五郎兵衛の出馬辞退工作や下伊那郡における大隈伯後援会の支部結成に関与した。樋口はこの総選挙において得票第3位で初当選を飾ったが、これ以降も中原は樋口を支え、歩みを共にした。1915年7月、南信地域における立憲同志会系地方紙の信濃時事新聞社に入社し、1919年には南信電気株式会社の支配人、のちに監査役に就任した。
1924年10月、LYL事件が発生すると、下伊那郡の地方名望家層は下伊那郡国民精神作興会を結成し、青年の思想善導を目指した。中原は、これに理事として名を連ねると共に、1925年に下伊那郡役所で開催された「軍教問題対談会」に在郷軍人会代表の一人として論陣を張り、これ以降、下伊那郡国民精神作興会の主唱者であった森本州平と協力しつつ、右翼系団体の結成に努めた。中原は、森本を介して全日本興国同志会に参加し、更にその地域団体として猶興社準備会を結成した（1930年に正式発足）。
1931年、この猶興社を土台として愛国勤労党南信支部を結成し、同年9月に施行された長野県議会議員選挙に中原は出馬し、初当選を飾った。翌年2月に施行された第18回衆議院議員総選挙にも出馬したが、中原への支持が広がらず得票最下位で落選した。中原は、在郷軍人の政治的組織化を目指し、1932年5月に在郷軍人有志らと共に信州郷軍同志会を結成し、同会の理論的指導者となった。信州郷軍同志会は、1933年に桐生悠々が「関東防空大演習を嗤ふ」を発表したことを受けて信濃毎日新聞不買運動を展開し、桐生を退社に追い込むなど自由主義的・反軍的言論の排撃運動を展開し、地域において無視し得ない存在となっていった。
1936年に第19回衆議院議員総選挙が施行されると、信州郷軍同志会から出馬し、初当選を飾った。更に、翌年に施行された第20回衆議院議員総選挙においても時局協議会から出馬し、再当選を果たした。この後、平沼内閣においては海軍参与官に就任した。
1940年に新体制運動が開始されると、中原はいち早くこれに合流し、末次信正を会長に戴き、東亜建設国民連盟の結成に参加した。中原自身は、東亜建設国民連盟長野県支部長となり、同じく新体制運動に合流していた社会大衆党の棚橋小虎や林虎雄らと共に県内の新体制運動を主導した。大政翼賛会が発足すると、中原は中央協力会議部副部長として中央協力会議の運営に携わったが、大政翼賛会の改組を受けてその職を離れざるを得なかった。
1942年の第21回衆議院議員総選挙では、推薦候補となり、3度目の当選を果たした。当選後、翼賛政治会に参加したが、1945年3月にこれを脱会し、護国同志会に参加した。同年8月、護国同志会は解散し、中原は大日本政治会に参加したが、終戦を受けて大日本政治会は解散したため、同年11月に無所属倶楽部に加わった。中原は、12月17日に議員辞職をしたが、1946年3月に戦前の活動を理由に公職追放になった。
1951年3月1日、胃ガンにより自宅で死去した。

## 著作
- 「帝国内外の情勢に鑑み陸軍々備の忽にすべからざる所以」（軍人会館出版部『戦友』255号、1931年9月）
- 「選挙闘争と日本主義陣営」（維新社『維新』2巻9号、1935年9月）
- 「特別議会印象記」（維新社『維新』3巻6号、1936年6月）
- 『何故に斉藤隆夫君は懲罰に附せられたる乎 国民は正しく認識せよ！』（森本耕、1940年）
- （小林郊人共編）『北原痴山』（天龍社、1951年）

## 関連人物
- 樋口龍峡 - 明治から昭和期にかけて活動した評論家、社会学者、政治家。樋口の政治活動を中原は支援していた。
- 棚橋小虎、林虎雄 - 長野県下で活躍した社会大衆党の政治家。新体制運動に際して、中原が率いた東亜建設国民連盟長野県支部に合流した。
- 須崎愼一 - 博士課程在学中に中原謹司関係文書を発見し、中原らの視点から下伊那における社会運動を研究した。